# Bahusaganda indica
Bahusaganda indica är en svampart som först beskrevs av Chirayathumadom Venkatachalier Subramanian, och fick sitt nu gällande namn av Chirayathumadom Venkatachalier Subramanian 1994. Bahusaganda indica ingår i släktet Bahusaganda, divisionen sporsäcksvampar och riket svampar.   Inga underarter finns listade i Catalogue of Life.